# 神の舌を持つ男
『神の舌を持つ男』（かみのしたをもつおとこ）は、TBSテレビ系「金曜ドラマ」枠にて2016年7月8日から9月9日まで放送されたテレビドラマ。主演は向井理で、同年12月3日に劇場版が公開された。
キャッチコピーは「ひと舐めすれば、ピタリと当たる。」。

## 企画・制作
脚本・櫻井武晴によるオリジナルドラマで、謎の温泉芸者「ミヤビ」を探して日本各地の温泉地を巡るメインキャラクター3人が、行く先々で事件に出会い、主人公・蘭丸のあらゆる物質を成分分析できる舌の能力で解決してゆくコミカルミステリー。
演出は堤幸彦で、この構想に20年を費やした。謎解きの場面には主人公の決め台詞に突っ込みが入る「お約束」がある、堤演出の『TRICK』同様のギャグ要素の多い作品で、2時間サスペンスドラマ常連の女優が多数出演する。

## あらすじ
あらゆる物質を舌で味わうだけでその詳細な化学成分を言い当てる能力を身に付けた大学院生・朝永蘭丸は、祖父の通夜の席に現れた芸者・ミヤビを運命の相手と感じ、偶然知り合い彼に思いを寄せる古物商の甕棺墓 光と、宮沢賢治を愛する男・宮沢寛治とともに日本全国の温泉地で彼女を追いかける。だがミヤビは行く先々で蘭丸から逃げまどい、各温泉地ではそのたびに不審な人の死が発生する。三人組は蘭丸が祖父から受け継いだ三助の仕事で宿代を稼ぎながら、その舌の能力と、2時間サスペンスマニアの光による、素人探偵気取りで殺害現場に踏み込む図々しさによって事件に関わり、次々とそれらの謎を解決する。
ようやくミヤビと再会し言葉を交わすことができた温泉地で、蘭丸はその思いを告白するが、ミヤビはその思いを拒絶する。さらに彼女を追った温泉地で、蘭丸は彼女にかけられた婚約者殺害の疑いを晴らそうとするが、ミヤビは犯行を認めて自供し、蘭丸の持つ神の舌の能力が失われてしまう。蘭丸の父・竜助は息子を連れ戻そうとするが、寛治たちの友情に動かされた蘭丸は再び謎に挑み、真犯人を告発しミヤビを救う。二人の思いは通じあうかに見えたが、蘭丸の思いの根拠である彼女とのキスが、処方薬が生んだ幻であったと分かり、ミヤビは別れを告げて去る。蘭丸は光たちに再び会うことを誓い、自分を見つめなおすために一人で旅立ってゆく。

## キャスト

### 主要人物
朝永 蘭丸（ともなが らんまる）
演 - 向井理（幼少期：櫻井優輝）
京都大学薬学部在学中の大学院生。滋賀県伊吹山で父と研究をしつつ三助である祖父の弟子となり、その高い技術を引き継いだ上に優れた容姿を持つ三助として業界で知られており、一行との旅では宿泊先で宿代代わりに三助として働く。常にボーダー柄のアウターを羽織っていて、モノクロの配色であることは共通しているが、デザインが各話ごとに異なっている。あらゆる物質を舌で味わうことで瞬時にその成分を分析できる能力の持ち主で、この能力は幼少時から父にさまざまな薬草などを食べさせられる児童虐待まがいの英才教育で身に付いた。しかしそのために子供の頃から体調を崩し、学校にろくに通えなかったため小学校中退状態で、父に教育を受け大学院に進んだが、コミュニケーション能力が身に付かず大人になり、就職も失敗するため父を恨んでいる。キスの相手の口内成分が分かってしまうため恋愛相手探しに苦労しているが、唯一「何も感じなかった」相手のミヤビを理想の女性と思い行方を追う。
甕棺墓 光（かめかんぼ ひかる）
演 - 木村文乃
古物商。商売で暇を持て余すうち視ていた2時間サスペンスドラマ（通称「2サス」）のマニアとなり、事件現場に無理やり踏み込み探偵気取りの言動をして捜査に関わろうとしたり、2サス主題歌「聖母たちのララバイ」を歌いはじめ寛治に止められている。大量の現金を見ると我を忘れる金の亡者。各話ごとに服装が変わり、中にはゴスロリファッションやヒッピーを意識したファッションを着こなし、終盤となると蘭丸を意識したファッションを着ていた。蘭丸を「丸ちゃん」と呼び、好意を寄せるが、無理やり奪ったキスの味が「黄金虫の体液の成分」と評されたため、相手にされていない。大量の骨董品を載せた緑色のワンボックスカーを所持し、この車で蘭丸たちと旅をする。
ちなみに名字となっている「甕棺墓」は、縄文時代と弥生時代に使われていた、甕と壺を棺として埋葬する墓のことである。
宮沢 寛治（みやざわ かんじ）
演 - 佐藤二朗
蘭丸と光の旅に同行する男。宮沢賢治を愛好し、毎回賢治の作品を朗読したりその生涯に関するうんちくを語る。光に性的関係を迫るが相手にされない。蘭丸の三助の仕事場に入り、女性客と戯れるおこぼれに与っている。蘭丸とは物語開始の2週間前に知り合ったばかりで、彼や光もその素性を詳しく知らない。
三人組の中では常識人であり、周囲（特に蘭丸や光）の不可解、もしくは天然な言動に小声でツッコミを入れ、蘭丸が事件の謎解きをする際の「僕をナメないで（甘く見ないで）もらおう」や「僕をナメてますね？」という台詞に対しては、「（証拠品等を）舐めたのはお前（蘭丸）だ」と突っ込む。

### 朝永家
朝永 平助（ともなが へいすけ）
演 - 火野正平
蘭丸の祖父。物語開始時には故人で回想に登場する。滋賀県大津温泉にいた伝説の三助で「大津のヘースケ」として知られる。垢すり、肩もみなどで客を天にも昇る心地にするような技術の持ち主で、その技術を弟子でもある蘭丸に受け継いだ。
朝永 竜助（ともなが りゅうすけ）
演 - 宅麻伸
蘭丸の父。京大薬学部教授。蘭丸を天才にすべくあらゆる薬草を食べさせて育てたが、彼が思うように育たなかったため失望している。第九話にて、警察から「平助の通夜で香典を盗んだ人物を逮捕した」という連絡を受けて蘭丸達がいる旅館を訪れ、蘭丸を京都に連れ戻そうとする。蘭丸の「神の舌」についても「非科学的だ」として信じていない。

### その他
ミヤビ
演 - 広末涼子
各地の温泉を転々とする流しの芸者。平助の通夜に訪れ、蘭丸の唇を奪った相手。和装に手ぬぐいを被り、第4話まで顔は映されずクレジットでも名を伏せられたシークレットキャストだった。能面と三味線を背負っている。芸を売るだけでなく、客を相手に売春行為をする「だるま芸者」であると噂されている。蘭丸をはじめ、芸者派遣先の宿の支配人や主治医の藪など、さまざまな男性に思いを寄せられている。
粘膜の免疫力が弱まり軽い風邪でも命取りとなる難病グラン・ギニョール氏病にかかり、その治療用処方薬のため多額の費用を必要としている。このため追いつめられて平助の通夜で香典を泥棒し、それに気付かれたと思い、蘭丸から逃げ回っていた（蘭丸にキスをしたのは、あくまでも香典を盗んだのを誤魔化そうと無意識に行ったことであるが、これが蘭丸から追われる原因となり、ミヤビ自身も「あの時（蘭丸に口づけをした時）はどうかしていた」と語っていた）。ミヤビは源氏名で、画面上の署名などでは雅と漢字表記されており、本名は平良カマドメガ（たいら カマドメガ）。
藪 勘造
演 - 赤星昇一郎
医師。ミヤビの主治医。

### ゲスト

#### 第1話
高藤 美鈴（たかとう みすず）
演 - 片平なぎさ
温泉宿「上屋敷」女将。
板倉 肇（いたくら はじめ）
演 - 石倉三郎
町長。
高藤 茂（たかとう しげる）
演 - 菅原大吉
温泉宿「上屋敷」支配人。美鈴の夫。
石原 宗明（いしはら むねあき）
演 - 大河内浩
温泉組合長。
水沼 健一（みずぬま けんいち）
演 - 飯田基祐
観光課長。
犬養 孝（いぬかい たかし）
演 - 佐伯新
刑事。
渡 文夫（わたり ふみお）
演 - 池田大
「湯西川のホタルを守る会」リーダー。
門倉 太一（かどくら たいち）
演 - 吉永秀平
環境省調査員。
益子
演 - 生島勇輝
若手刑事。
「上屋敷」仲居
演 - 氏家恵

#### 第2話
津村 重吉（つむら じゅうきち）
演 - 徳井優
「南出田楼」の湯守。順子の夫。
津村 天童（つむら てんどう）
演 - 中尾明慶
順子と重吉の長男。
津村 順子（つむら じゅんこ）
演 - 山村紅葉
鐡友（てつとも）温泉の宿「南出田楼」（なんでだろう）女将。
第3話にも劇中想像シーンの犯人役で登場。
芳井 一（よしい はじめ）
演 - 志賀廣太郎
「南出田楼」の番頭。
五月女 悦子（さおとめ えつこ）
演 - 江口のりこ
「南出田楼」の仲居頭。
茶城（ちゃしろ）
演 - 松澤一之
刑事。
目黒 昭（めぐろ あきら）
演 - 斉木しげる
町長。
牧野 太郎（まきの たろう）
演 - 越村友一
温泉マニア。
若井（わかい）
演 - 森岡龍
若手刑事。
嶋村 弘雅（しまむら ひろまさ）
演 - 屋良学
温泉マニア。被害者。
新垣
演 - 比佐仁
町長の秘書。

#### 第3話
堀 裕子（ほり ゆうこ）
演 - 森脇英理子
天空温泉「ホテルまんげつ伊豆」の女将。
石破 大善（いしば ひろよし）
演 - 谷田歩
裕子の元恋人。被害者。
堀 丈夫（ほり たけお）
演 - 東根作寿英
「ホテルまんげつ伊豆」の支配人。裕子の夫。
脇田 正（わきた ただし）
演 - 古舘寛治
刑事。
棟平 洋司（むねひら ようじ）
演 - 淵上泰史
刑事。
仲居 祐実（なかい ゆみ）
演 - 宍戸美和公
「ホテルまんげつ伊豆」の仲居。
伊東 アキ（いとう アキ）
演 - 凜カオリ
「ホテルまんげつ伊豆」の仲居。

#### 第4 - 5話
赤池 慎太郎（あかいけ しんたろう）
演 - きたろう
「毛増村」村長、「波外ノ湯」主人。
神村 町子（かみむら まちこ）
演 - 臼田あさ美
精進の次女。
赤池 栄子（あかいけ えいこ）
演 - 真飛聖
「波外ノ湯」の女将、慎太郎の妻。
赤池 辰也（あかいけ たつや）
演 - 柄本時生
慎太郎と栄子の息子。
金田市 春代（きんだいち はるよ）
演 - 村岡希美
「波外ノ湯」の客、久の妻。
金田市 久（きんだいち ひさし）
演 - 多田木亮佑
「波外ノ湯」の客。
木村 常吉（きむら つねよし）
演 - 野添義弘
駐在警官。
神村 都（かみむら みやこ）
演 - 徳永えり
精進の三女。
神村 里子（かみむら さとこ）
演 - 松岡恵望子
精進の長女。
老婆
演 - 松金よね子、田岡美也子
「波外ノ湯」の仲居。
神村 精進（かみむら しょうじん）
演 - 石橋蓮司
「雷神寺」の住職。

#### 第6話
金子 忠（かねこ ただし）
演 - 宅間孝行
危険な男。
岡田 磯吉（おかだ いそきち）
演 - 利重剛
煙草屋の主人。
徳沢（とくざわ）
演 - 加藤虎ノ介
刑事。
二若（にわか）
演 - 岡山天音
若手刑事。
山石 早苗（やまいし さなえ）
演 - 平栗あつみ
コマ屋の女将。
香川 マスノ（かがわ マスノ）
演 - 平田敦子
土産物屋の女将。
加茂 陽子（かも ようこ）
演 - 神楽坂恵
被害者。

#### 第7 - 8話
沢村 さくら（さわむら さくら）
演 - 片瀬那奈
バスツアーのバスガイド。
見城 ゆたか（けんじょう ゆたか）
演 - 和田聰宏
ツアー客。フリーライター。
大場 陸（おおば りく）
演 - 細田善彦
ツアー客のカップル男。
芦田 学（あしだ まなぶ）
演 - 阪田マサノブ
バスツアーの運転手。
若林 正樹（わかばやし まさき）
演 - 若葉竜也
若手刑事。
金級 真琴（かねしな まこと）
演 - 上野なつひ
ツアー客で金級運輸社長夫人。被害者。
長谷部 樹奈（おさべ じゅな）
演 - 松岡依都美
ツアー客で被害者の同級生。
鎌田 礼子（かまた れいこ）
演 - 高樹マリア
ツアー客で被害者の同級生。
泊 愛子（とまり あいこ）
演 - 阿南敦子
女将。
尾木 亜香里（おぎ あかり）
演 - 今泉彩良
ツアー客カップル女。
樋口 啓二（ひぐち けいじ）
演 - 篠井英介
刑事。

#### 第9 - 最終話
キチ
演 - 久世星佳
芸者。本名・里中静流。
貞奴（さだやっこ）
演 - 猫背椿
芸者。本名・鷹園亜子。
豆羽（まめは）
演 - 肘井美佳
芸者。本名・宇野佐和子。
小太郎（こたろう）
演 - 信川清順
芸者。本名・小林美香。
小野寺 華子（おのでら はなこ）
演 - 烏丸せつこ
天城越え近辺の旅館の女将。
小野寺 建造（おのでら けんぞう）
演 - 不破万作
華子の夫。支配人。
高樹 雄三（たかぎ ゆうぞう）
演 - 岩尾万太郎
被害者。ミヤビと婚約していた。
小野寺 駿（おのでら しゅん）
演 - 中澤準
華子の息子。
若葉 悟（わかば さとる）
演 - 矢野聖人
刑事。口調がオネエ風になる。
田嶋 梅之丞（たじま うめのじょう）
演 - 六平直政
刑事。定年退職を控えている。
温泉巡りの3人組
演 - ダチョウ倶楽部
坂本冬美
ラストに登場。花柳糸之社中とともに主題歌を歌い踊る。

## スタッフ
- 脚本 - 櫻井武晴
- 原案 - 堤幸彦
- 音楽 - 荻野清子
- 主題歌 - 坂本冬美「女は抱かれて鮎になる」（ユニバーサルミュージック）[8]
- プロデュース - 植田博樹、楠千亜紀（オフィスクレッシェンド）
- 演出 - 堤幸彦、伊藤雄介、加藤新
- 制作協力 - オフィスクレッシェンド
- 製作著作 - TBS

## 放送日程
| 各話                                                          | 放送日  | サブタイトル                              | 演出     | 視聴率 |
| ------------------------------------------------------------- | ------- | ----------------------------------------- | -------- | ------ |
| 第一話                                                        | 7月08日 | 殺しは蛍が見ていた                        | 堤幸彦   | 6.4%   |
| 第二話                                                        | 7月15日 | 間欠泉は見た！親子の愛は語らず語り        | 堤幸彦   | 6.2%   |
| 第三話                                                        | 7月22日 | 天空の密室温泉殺人事件                    | 伊藤雄介 | 5.7%   |
| 第四話                                                        | 7月29日 | 刃無しの村呪い伝説                        | 堤幸彦   | 5.3％  |
| 第五話                                                        | 8月05日 | 刃無し伝説殺人事件・後編                  | 堤幸彦   | 5.3％  |
| 第六話                                                        | 8月12日 | ミヤビを探せ。運命共同風呂事件            | 伊藤雄介 | 3.8％  |
| 第七話                                                        | 8月19日 | みんな大好きバスツアー殺人事件            | 加藤新   | 6.3%   |
| 第八話                                                        | 8月26日 | みんな大好き湯煙バスツアー殺人事件 解決編 | 加藤新   | 6.4%   |
| 第九話                                                        | 9月02日 | ミヤビの危機。天城越え殺人事件            | 堤幸彦   | 5.8%   |
| 最終話                                                        | 9月09日 | ミヤビの正体。初恋の結末は                | 堤幸彦   | 4.8%   |
| 平均視聴率 5.6%（視聴率はビデオリサーチ調べ、関東地区・世帯） |         |                                           |          |        |

2019年配信の『SICK'S 〜内閣情報調査室特務事項専従係事件簿〜』（監督は堤）では、木村演じる御厨静琉が本作のパロディを行なったところ、周りの人間が呆然とする中、一人だけ元ネタに気付いた女性に対して「ここに視聴者3%の一人がいたかあ」と自虐的な台詞を発した。
| TBS系 金曜ドラマ                                                             | TBS系 金曜ドラマ                               | TBS系 金曜ドラマ                                           |
| 前番組                                                                       | 番組名                                         | 次番組                                                     |
| ---------------------------------------------------------------------------- | ---------------------------------------------- | ---------------------------------------------------------- |
| 私 結婚できないんじゃなくて、 しないんです （2016年4月15日 - 2016年6月17日） | 神の舌を持つ男 （2016年7月8日 - 2016年9月9日） | 砂の塔〜知りすぎた隣人 （2016年10月14日 - 2016年12月16日） |

## 映画
ドラマ最終回終了直後、『RANMARU 神の舌を持つ男 酒蔵若旦那怪死事件の影に潜むテキサス男とボヘミアン女将、そして美人村医者を追い詰める謎のかごめかごめ老婆軍団と三賢者の村の呪いに2サスマニアwithミヤケンとゴッドタン、ベロンチョアドベンチャー! 略して…蘭丸は二度死ぬ。鬼灯デスロード編』のタイトルで映画化される事が発表され、同年12月3日に公開された。だが、サブタイトルが非常に長いため、メディアでは『RANMARU 神の舌を持つ男』や『RANMARU 神の舌を持つ男 鬼灯デスロード編』といった略称が用いられている。
また、ドラマ版を製作したTBSは映画版の製作には関わっておらず、松竹サイドでの企画製作となっている。そのため、直前紹介番組がTBS系列外で放送されたりした。ドラマ版が原作という形でクレジットされ、TBS側プロデューサーが個人として作品のプロデュースに参加しているのみで、TBSは製作出資を行っていない。
サブタイトルを含めれば最も邦題の長い映画である。

### あらすじ（映画）
ミヤビに振られ、光や寛治と別れ一人放浪の旅に出た蘭丸。旅の道中で辿り着いた鬼灯村（ほおずきむら）で出会った「りん先生」こと武田竜胆に惚れ込み、かつての冒険で大いに役立った三助のキャリアを生かして村の旅館・菩辺美庵（ぼへみあん）で働くこととなる。そんな中、蘭丸を追う光と寛治も鬼灯村に赴き、彼との再会を果たす。だがそれもつかの間、彼らは例によって例のごとく事件に巻き込まれてしまう。

### ゲスト（映画）
武田 竜胆（たけだ りんどう）
演 - 木村多江
鬼灯村で唯一の医者。蘭丸が口づけをしても何も感じない第二の「口に合う女性」。
野々村 龍之介（ののむら りゅうのすけ）
演 - 市原隼人
菩辺美庵（ぼへみあん）の若旦那。蘭丸と同じく、竜胆に惚れている。
野々村 花乃（ののむら はなの）
演 - 財前直見
菩辺美庵の女将。葛城ユキを「神」と崇め、旅館でも大々的に彼女をフィーチャーしている。
湯川 麗子（ゆかわ れいこ）
演 - 黒谷友香
丹治
演 - 矢島健一
六郎
演 - 渡辺哲
文吾
演 - 岡本信人
シバ
演 - 春海四方
村の刑事。ワカとコンビを組んでいる。
ワカ
演 - 落合モトキ
村の刑事。某ロックバンドのボーカルを崇拝している。
卜 真（うらない まこと）
演 - 永瀬匡
鬼灯村の酒蔵・鬼ノ蔵（おにのくら）の跡取り。竜胆と恋仲だと噂された矢先に、光たちに死体で発見される。

### スタッフ（映画）
- 原案・監督 - 堤幸彦
- 脚本 - 櫻井武晴
- 音楽 - 荻野清子
- 主題歌 - 坂本冬美「女は抱かれて鮎になる」（ユニバーサルミュージック）
- 原作 - TBSテレビドラマ「神の舌を持つ男」
- 製作総指揮 - 大角正（松竹）
- 製作者 - 高橋敏弘（松竹）、木下直哉
- エグゼクティブ・プロデューサー - 武田功（松竹）
- プロデューサー - 福島大輔（松竹）、植田博樹（TBSテレビ）、楠千亜紀（オフィスクレッシェンド）
- 撮影 - 小林純一
- 照明 - 大金康介
- 録音 - 小高康太郎
- 美術 - 永田周太郎
- VFXスーパーバイザー - 定岡雅人
- 編集 - 大野昌寛
- 記録 - 井出希美
- 現場編集 - 似内千晶
- サウンドデザイン - 石井和之
- 音響効果 - 壁谷貴弘
- アクションコーディネーター - 諸鍛冶裕太
- アクションコーディネーター補佐 ｰ おぐらとしひろ
- 操演 - 羽鳥博幸
- 装飾 - 上原一晃
- 衣装 - 早船光則
- ヘアメイク - 村田美代子
- アソシエイトプロデューサー - 稲垣竜一郎、秋吉朝子、市山竜次
- 助監督 - 白石達也
- 制作担当 - 篠宮隆浩
- 制作プロダクション - オフィスクレッシェンド
- 製作幹事・配給 - 松竹
- 製作委員会 - RANMARUとゆかいな仲間たち（松竹、木下グループ）